# Ferredoxin-Nitritreduktase
Die Ferredoxin-Nitritreduktase (NiR) ist ein Enzym in Pflanzen, Algen und Cyanobakterien, das in den Plastiden lokalisiert ist und Nitrit zu Ammonium reduziert. Dies ist ein Reaktionsschritt im Stoffwechselweg der Nitratassimilation, bei dem der beispielsweise durch Nitratdüngung zugeführte Stickstoff der Pflanze als Ammoniumion zugänglich gemacht wird.
Die katalysierte Reaktion:
{\displaystyle \mathrm {NO_{2}^{-}+6\ Ferredoxin_{red.}+8\ H^{+}\rightleftharpoons NH_{4}^{+}+6\ Ferredoxin_{ox.}+2\ H_{2}O} }
NiR gehört zu den Nitritreduktasen. Homologe Enzyme in Bakterien sind in der Lage, Sulfit zu reduzieren.

## Bedeutung der Nitritreduktase im pflanzlichen Organismus
Pflanzen nehmen Stickstoff in Form von Nitrat (NO3−) oder Ammonium (NH4+) aus dem Wasser oder dem Boden auf. In Form von Nitrat aufgenommener Stickstoff muss in Ammonium umgewandelt werden, um für Synthese organischen Materials bereitzustehen.
Der erste Schritt der Nitratreduktion wird durch die Nitratreduktase katalysiert. Die Nitratreduktase reduziert Nitrat zu Nitrit (NO2−). In einem zweiten Schritt wird dann Nitrit zu Ammonium weiterreduziert, was die Nitritreduktase katalysiert.
Nitrit ist ein Zellgift und muss daher schnell umgesetzt werden. Da u. a. die Affinität der Nitritreduktase zu Nitrit hoch ist, wird das durch die Nitrat-Reduktase gebildete Nitrit aber vollständig umgesetzt.

## Biochemie
Die pflanzliche Nitritreduktase ist kerncodiert, jedoch ausschließlich in den Plastiden lokalisiert. Die Nitritreduktion findet daher im Gegensatz zur im Cytosol stattfinden Nitratreduktion in den Plastiden statt.
Das Enzym besitzt zwei kovalent gebundene Cofaktoren: ein (4Fe-4S)-Eisen-Schwefel-Cluster und ein Sirohäm. Die Cofaktoren bilden eine Elektronentransportkette und übertragen Elektronen vom Elektronendonor Ferredoxin auf das Nitrit. Für eine vollständige Reduktion des Nitrits müssen sechs Elektronen übertragen werden:
Die Elektronen stammen hauptsächlich aus der Photosynthese (Photosystem I), die oxidiertes Ferredoxin wieder reduzieren. Alternativ können kleinere Mengen Ferrodoxins auch mittels NADPH reduziert werden. Darauf ist die Pflanze in der Wurzel angewiesen, da dort keine Photosynthese stattfinden kann.